# Битва под Мартыновом
Битва под Мартыновом произошла 20 июня 1624 года. Польское войско во главе с польным гетманом коронным Станиславом Конецпольским нанесло тяжелое поражение татарам.

## Татарский набег
5 июня 1624 года Кантемир-мурза во главе ногайцев перешёл границу Молдавии с Польшей. Татары дошли до Перемышля, где 10 июня разбили лагерь. Имея в своём расположении только 1500 человек Конецпольский решил собрать больше сил и подготовить засаду татарам, возвращающихся с добычей, на броде через Днестр под Мартыновом.

## Битва
В ночь с 19 июня на 20 июня польский отряд тайно переправился через Днестр и двинулся на Галич. В ответ Кантемир разделил свои войска: часть бросил вдогонку за гетманом, а лагерь переместил под Мартынов. Около 3 часов ночи 20 июня татары столкнулись с поляками на пути к Галичу. В это время польский лагерь отступал и был за 11 км от Мартынова. Гетман решился на контрудар.
Польский лагерь был построен в восемь рядов, фронтом к Днестру . Между возами стала конница. Казаки с авангарда охраны должны были заманить силы Кантемира на место между польским лагерем и Днестром. Согласно плану гатмана, после этого поляки ударом во фланг татарской орды должны были столкнуть их в болота у места впадения реки Ломнице в Днестр. Но Кантемир не собирался переправляться под Галичем, он хотел обмануть противника. И когда Кантемир начал отступать назад к Мартынову, Станислав Конецпольский вынужден был оставить эту позицию.
Когда телеги лагеря сходили с холмов, татары внезапно атаковали. Чтобы прикрыть лагерь и дать ему возможность подготовиться к бою, навстречу двинулись казацкая конница. Бой длился час, до того момента, когда татары начали общее отступление. Когда польский лагерь вышел на равнину, гетман дал приказ на общее наступление. Казаки, сражавшихся с татарами, бросились обратно в лагерь, стремясь заманить татар под огонь лагерных орудий и ружей. Хотя татары не попались на такую хитрость, лагерь был тогда уже настолько близко, что одновременный залп польской пехоты вместе с пистолетными залпами польской конницы достигли татар, вызывая у них панику.
Вслед за беглецами двинулось 12 казацких хоругвей, которым удалось обогнать татар и перекрыть им путь на север. Это произошло под Мартыновом. Повторный залп из луков и ружей столкнул татар в Днестр, нанося им тяжелые потери Многие татары, которые переправлялись через Днестр, был расстреляны из луков и огнестрельного оружия. Значительная часть из них утонула. Ранения получил татарский полководец Кантемир-мурза. Польские войска форсировали реку и захватили плацдарм на другом берегу. Когда Кантемир осознал ситуацию, то бросился в контратаку, с целью сбросить польскую конницу в реку, однако татары были отогнаны огнём пистолетов. Конецпольский покинул лагерь и отправился со всей своей конницей на другой берег.
Татары бросились бежать. Польская конница преследовала их 90 километров.